# Станц, Стивен Конрад
Стивен Конрад Станц (англ. Stephen Conrad Stuntz, 1875 — 1918) — американский ботаник.    

## Биография
Стивен Конрад Станц родился в 1875 году.
В апреле 1900 года была опубликована его работа A Revision of the North American Species of the Genus Eleutera Beauv. (Neckera Hedw.). 
Стивен Конрад Станц умер в 1918 году. 

## Научная деятельность
Стивен Конрад Станц специализировался на Мохообразных и на семенных растениях.  

## Некоторые публикации
- List of the Agricultural periodicals of the United States and Canada Published During the Century July 1810-July 1910. Washington: U. S. Department of Agriculture Miscellaneous Publication 398.
- A Revision of the North American Species of the Genus Eleutera Beauv. (Neckera Hedw.). Bulletin of the Torrey Botanical Club 27 (4) (abr 1900): 202—211.